# KNM-ES 11693
KNM-ES 11693 es el nombre de catálogo, en ocasiones abreviado como ES-11693, de un cráneo fósil de Homo sapiens arcaico u Homo heidelbergensis, hallado en superficie en Eliye Springs, oeste del lago Turkana (Kenia) en 1983 por el matrimonio Gerlinde y Till Darnhofer. Se le supone una antigüedad de entre 200 000 y 300 000 años, dentro del Chibaniense (Pleistoceno). Fue primeramente descrito en 1986 por G. Bräuer y R. Leakey.
Las iniciales KNM del nombre corresponden a Kenya National Museum (ahora conocido como National Museums of Kenya) y ES por la localidad, cercana al yacimiento paleontológico, de Eliye Springs, oeste del lago Turkana.

## Taxonomía, datación y descripción
Los primeros descriptores incluyeron el cráneo en el taxon Homo sapiens arcaico con una antigüedad de entre 100 y 200 mil años. La calvaria está bien conservada y bastante completa. Las principales carencias son la parte supraorbital perdida, ausencia de casi todo el maxilar, los huesos nasales y zigomáticos.
La datación inicial se ha visto revisada en varias ocasiones, ofreciendo valores, según autores y técnicas, tales como 300 000 años, o el intervalo 200 000-300 000 años. Las discrepancias parten, entre otros mmotivos, por ser un hallazgo fuera de contexto en superficie y cuyo estado hace pensar en erosión por la acción del oleaje del lago.
Los investigadores han hecho, además, atribuciones del oscuro fósil, teñido por el magensio, a Homo helmei o a Homo heidelbergensis, ya que su morfología no permite una asignación directa a H. sapiens, o humanos anatómicamente modernos. Como en otros fósiles, la atribución se hace complicada por la amplia diversidad de homínidos en esta época de la evolución.
El cráneo es grande, ancho y bajo y más vertical que otros similares lo que lo sitún en un punto de transición a los humanos modernos.